# Bad Robot Productions
Bad Robot — американська кіно- і телевізійна компанія, яку очолюють Джей Джей Абрамс і Кеті Макграт як співвиконавчий директор. Під своїм підрозділом Bad Robot Productions компанія відповідає за телевізійні серіали Псевдонім , Lost , Fringe , Цікава особа, Революція і Westworld, а також повнометражні фільми Кловерфілд, Зоряний шлях, Супер 8 , Зоряний шлях у темряві, Місія: Нездійсненна . — Протокол привид , Місія нездійсненна — Нація ізгоїв, Зоряні війни епізоди VII та IX , Кловерфілд 10, Star Trek Beyond , Парадокс Кловерфілда , Місія нездійсненна — Випадок і Оверлорд.

## Історія
Оригінальний логотип Bad Robot Productions використовувався з 2001 по 2008 рік.
Спочатку Bad Robot був заснований на Touchstone Television, але Абрамс перемістив його до Paramount Pictures і Warner Bros. Television після того, як у 2006 році закінчився його контракт з ABC . Bad Robot продюсував Lost спільно з ABC Studios, раніше Touchstone Television. Дві компанії спільно випустили Six Degrees і What About Brian . Угода була вперше рекомендована та представлена в 1999 році як частина угоди про презентацію, коли Джей Джей Абрамс уклав контракт з Disney.  У 2004 році Том Шерман приєднався до Bad Robot Television як президент студії. Компанія розробила презентаційні презентації для ABC і The WB, жоден з них не потрапив у серію.
Абрамс є головою та співголовним виконавчим директором Bad Robot, а Кеті Макграт є співголовним виконавчим директором компанії . У червні 2017 року Bad Robot оголосив, що Брайан Вайнштейн стане президентом і головним операційним директором, наглядаючи за щоденними операціями та керуючим стратегією зростання компанії в існуючих бізнесах, одночасно розробляючи нові сфери розширення на всій платформі Bad Robot та шукаючи альтернативні варіанти фінансування.  У травні 2015 року Бен Стівенсон залишив BBC, де він був головою драматичного театру, щоб очолити Bad Robot Television. Ліндсі Вебер очолює відділ повнометражних фільмів Bad Robot.
Виробничий логотип з'являється з 2001 року, на якому зображений червоний прямокутний робот, що бігає по галявині, поки не з'являється раптово перед камерою, а потім голоси двох дітей Абрамса, Генрі та Грейсі Абрамс, кажуть «Поганий робот!»  Хоча деякі шанувальники вважають, що назва походить від рядка в анімаційному фільмі «Залізний гігант» , Абрамс сказав Entertainment Weekly , що це просто прийшло до нього під час зустрічі письменників.
Штаб-квартира Санта-Моніки
У лютому 2013 року було оголошено, що Bad Robot співпрацюватиме з корпорацією Valve для виробництва, можливо, фільму Half-Life або Portal у далекому майбутньому.  У серпні 2015 року Valve випустила новий бета-ігровий режим для Team Fortress 2 , PASS Time , над яким працював Bad Robot.  7 липня 2016 року режим гри PASS Time став офіційним.  Bad Robot випустив трейлер під назвою «Незнайомець» (інакше відомий як S.), який, за чутками, стане наступним фільмом або телевізійним проєктом Абрамса, можливо, навіть спин-оффом Lost , але нарешті пояснили, що він рекламуєВийшов новий роман С. , Абрамса та Дуга Дорста, як новий трейлер до С .. [ Потрібна цитата ] У лютому 2017 року було оголошено, що Джуліус Евері приєднаний до спільного виробництва Paramount, фільму про зомбі Другої світової війни " Оверлорд " сценариста Біллі Рея .
Bad Robot Productions зараз базується в Санта-Моніці, штат Каліфорнія, у будівлі, яка навмисно позначена як будинок вигаданої «Національної компанії друкарських машин», оскільки Абрамс «любить друкарські машинки — і неправильне спрямування».
У червні 2018 року компанія оголосила про допоміжне підприємство, створене разом із китайським видавцем відеоігор Tencent, щоб запустити Bad Robot Games для розробки відеоігор для мобільних пристроїв, комп'ютерів і консолей, з Warner Bros. Interactive Entertainment як міноритарним інвестором. Bad Robot Games буде розробляти та публікувати назви, пов'язані з роботами Абрамса та іншим вмістом Bad Robot Production, а Tencent володіє правами на розповсюдження в Китаї. Підрозділом очолить Дейв Баронофф, який працював над франшизою Cloverfield та розробкою Spyjinx як спільного проєкту між Bad Robot Productions та Epic Games (також частково належить Tencent), а Тім Кінан, який допомагав у розробці Duskers., буде виконувати функції креативного директора.
У 2006 році Bad Robot об'єднався з Paramount Pictures і Warner Bros. Television для угоди з розробкою на суму 60 мільйонів доларів, яка тривала до 2018 року
Наприкінці 2018 року було оголошено, що Bad Robot залишає Paramount і шукає нову загальну угоду.  У січні 2019 року було оголошено, що Universal, Disney і Warner Bros. увійшли в трійку найкращих студій, які борються за загальну угоду, яка може бути рекордною, включаючи тематичні парки, музичні лейбли, телебачення, мерчендайзинг та потокові послуги. оскільки Bad Robot планує значно збільшити виробництво в найближчі роки.  Також було оголошено, що Bad Robot буде співпродюсером рімейку британського серіалу The Wrong Mans для американської мережі Showtime разом з BBC Studios, але Showtime пізніше скасував проєкт.
Bad Robot запустив дочірній лейбл під назвою Loud Robot наприкінці 2018 року  у партнерстві з Capitol Music Group .  Loud Robot очолюють спільні генеральні менеджери МакКі Флойд і Нікі Бергер разом з Чарльзом Скоттом, який зараз очолює музичний підрозділ Bad Robot і був провідним музичним керівником фільмів компанії. Виконавці, які підписалися з лейблом, включають репер Ннену, народжену в Клівленді, співачку та авторку пісень UMI, альтернативного рок- виконавця з Нешвілла, штат Теннессі, Чаза Кардігана [ 24  та Лондонський ритм-енд-блюзовий виконавець DWY .
12 вересня 2019 року Bad Robot офіційно оголосив про нову п'ятирічний контракт із WarnerMedia . Як повідомляє The Hollywood Reporter , WarnerMedia погодилася заплатити Bad Robot щонайменше 250 мільйонів доларів (плюс різні фінансові стимули) за виробництво художніх фільмів, телевізійних шоу, відеоігор та цифрового контенту.
25 травня 2021 року Абрамс оголосив, що екранізація Portal, яка розроблялася з 2013 року, все ще знаходиться у виробництві, і для фільму написаний сценарій.  У листопаді 2021 року компанія запустила свій підрозділ підкастів, уклавши багаторічну угоду про перший погляд на Spotify .
25 квітня 2022 року було оголошено, що Bad Robot об'єднається з Mattel Films і Warner Bros. Pictures для створення живого фільму Hot Wheels на основі однойменної лінійки іграшок.